# Cuzcosprötstjärt
Cuzcosprötstjärt (Leptasthenura xenothorax) är en fågel i familjen ugnfåglar inom ordningen tättingar.

## Utseende och läte
Cuzcosprötstjärten är en rätt liten (16 cm) och mörk ugnfågel. Den är bjärt roströd på panna och hjässa, det mörka ansiktet är streckat i vitt och beige, och ovan ögat syns ett långt vitt ögonbrynsstreck. Strupen är vitaktig med ett grovt svart rutmönster som kontrasterar med rökgrå undersida. Ryggen är gråbrun med vita streck, nacken ostreckad och vingarna mörka med två vitaktiga vingpaneler. Den kraftigt spetsiga och avsmalnade stjärten är svart med vita spetsar på yttre stjärtpennorna.
Cuzcosprötstjärten är en mycket ljudlig fågel. Sången består av en ljus, två till fem sekunder lång drill, ofta inledd med flera "tjit". Även kontaktlätet är ett upprepat "tjit".

## Utbredning och status
Fågeln förekommer i Anderna i södra Peru (Apurímac och Cusco). IUCN kategoriserar arten som nära hotad.